# El Chícamo
El Chícamo es una pedanía del municipio de Abanilla, Murcia, que se ubica al noreste del municipio y al este de la pedanía de Macisvenda, en el nacimiento del río Chícamo, que es el que da nombre al núcleo; y en la desembocadura de la rambla de Cutillas en dicho río. 
Se ubica bajo la sierra del Cantón, y está atravesada por las carreteras MU-410 y MU-9-A. Está situada en un extenso valle llamado como Hondón, donde se asientan la pedanía de Barbarroja, en Orihuela; y el municipio de Hondón de los Frailes.
Su población es de 11 habitantes (INE 2022).

## Entorno natural
Es desde este núcleo donde comienza la senda del río Chícamo. Como se ha mencionado antes, el río nace a la altura de este pueblo, y baja discurriendo campos de cultivos y viñas en que las aguas del río ayuda a abastecer los campos. Suele bajar mucha agua en días de lluvia; y suele secarse en verano. 
Antes de llegar a la pedanía de La Umbría, atraviesa la garganta del Cajer, que recuerda a los paisajes que podemos encontrar en Palestina. Atraviesa las pedanías de El Tolle, El Partidor, Ricabacica, Abanilla, La Huerta, Casa Cabrera y Mafraque. Se adentra en los municipios de Orihuela y Benferri, donde es llamado "rambla de Abanilla", y muere en la pedanía de Escorratel, a la altura del pueblo de Montepinar, perteneciente a esta pedanía.